# Bracon brachypterus
Bracon brachypterus är en stekelart som beskrevs av Vladimir Ivanovich Tobias 1959. Bracon brachypterus ingår i släktet Bracon och familjen bracksteklar. Inga underarter finns listade.